# Гретхен Дейлі
Гретхен Дейлі (англ. Gretchen C. Daily; нар. 19 жовтня 1964, Вашингтон, США) — американська громадська діячка та  біолог. Випускниця та проферорка Стенфордського університету, старший науковий співробітник Інституту навколишнього середовища Стенфорд Вудс, член НАН США та Американського філософського товариства.

## Навчання
Закінчила Стенфордський університет, де отримала ступінь бакалавра (1986), магістра (1987), доктора філософії (1992) по біологічним науках.
У 1992—1995 роках працювала в Каліфорнійському університеті в Берклі.
З 1995 по 2002 рік — аспірантка кафедри біологічних наук alma-mater.
В 2002—2005 роках член Міжнародної школи Стенфорд.
З 2005 року професор екології кафедри біології працює як  старший засновник Інституту навколишнього середовища Стенфорд Вудс Stanford Woods Institute for the Environment. Також займає ряд інших посад, зокрема в Фонді Рокфелера.
Гретхен Дейлі, є однією з трьох засновників Natural Capital Project та його директором.
Член Американської академії мистецтв та наук(2003).

## Праці
Авторка  наукових статей. Її книгу Nature’s Services називають однією з найбільш цитуючою в сучасній екологічній науці.
Книгу New Economy of Nature: The Quest to Make Conservation Profitable (Island Press, 2002) вона написала в співавторстві з Katherine Ellison. ЇЇ роботи цитувалися більше 20 тисяч разів.

## Нагороди
Лауреат престижних та міжнародних нагород, серед яких премія Блакитна планета, премія Volvo за захист навколишнього середовища, International Cosmos Prize, премія Софія.
В 2002 році Discover (magazine) Дейлі Гретхен ввійшла в 50 жінок-лідерів в науці.
Працює над концепцією "екосистемні послуги".